# Heilig-Kreuz-Kirche (Görlitz)
Die Heilig-Kreuz-Kirche war der erste nachreformatorische katholische Kirchenneubau in der Stadt Görlitz und befindet sich in unmittelbarer Nähe der Synagoge und des Stadtparks. 

## Geschichte

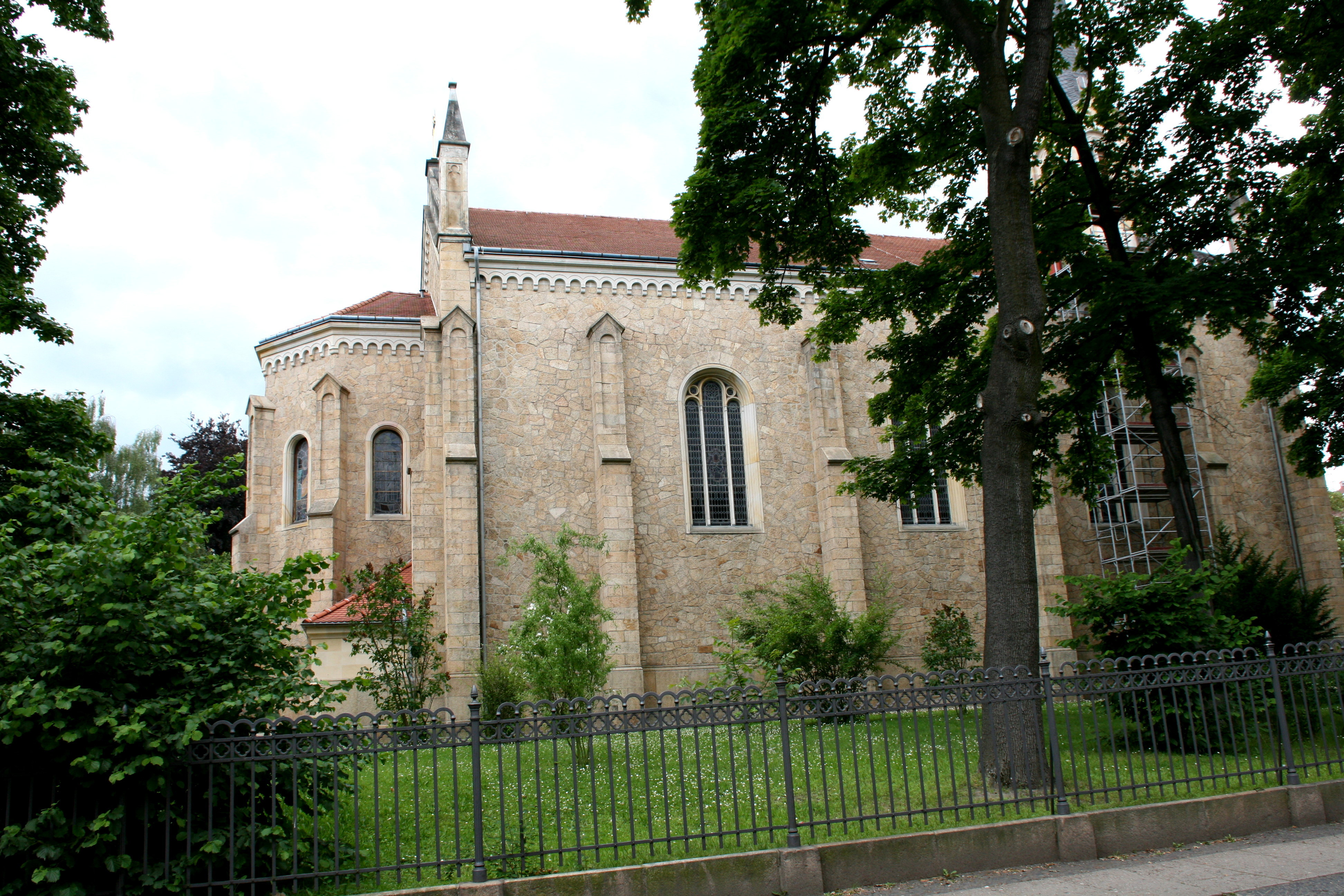
Chor und Ostseite der Kirche

Der Bau einer katholischen Kirche in der zu großen Teilen protestantischen östlichen Oberlausitz wurde nötig, da es seit 1835 zu zahlreichen Zuzügen aus dem katholisch geprägten Schlesien kam und sich somit eine neue katholische Gemeinde kristallisierte. Im Jahr 1829 wurde die erste heilige Messe seit der Reformation vom Jauernicker Pfarrer in der Krischelgasse 1–2 gefeiert.
Am 27. August 1850 fand die Grundsteinlegung für das Gotteshaus der katholischen Gemeinde auf dem Grundstück an der Oberen Kahle (heute: Struvestraße) Ecke Friedrich-Wilhelm-Straße (heute: Joliot-Curie-Straße) statt. Bereits drei Jahre später – am 27. April 1853 fand die Weihe der nach Entwürfen des Schinkelschülers August Soller gebauten Kirche statt. Exakt 328 Jahre zuvor beschlossen die drei Erzpriester von Görlitz, Reichenbach/O.L. und Seidenberg die Einführung der Reformation.
Von 1921 bis 1924 war der später von den Nationalsozialisten hingerichtete Alfons Maria Wachsmann als Kaplan an der Heilig-Kreuz-Kirche tätig. Seit 2017 erinnert ein vor der Kirche verlegter Stolperstein an ihn.
1931 wurde Josef Gewiess Kaplan an der Heilig-Kreuz-Kirche.
Zwischen 1999 und 2010 wurden mehrere Sanierungsmaßnahmen mit Mitteln der Altstadtmillion finanziert, darunter etwa die Sanierung der Bleiglasfenster im Altarraum und die Instandsetzung der Fundamente der Kreuzigungsgruppe vor der Kirche.

## Architektur
Die Kirche wurde dem Rundbogenstil der Romanik angenähert. So besitzt sie beispielsweise für die Romanik untypische Fialen an den Ecken des Daches. Die Mauern bestehen aus Bruchstein aus Königshainer Granit vom Limasberg. Der gleiche Granit wurde auch für den Bau des nahen Neißeviaduktes genutzt. Das Innere der Kirche erscheint im Sinne einer Hallenkirche mit konsequenterer Anwendung des Rundbogenstils. Für den Hochaltar nutzte man Schlesischen Sandstein. Im Jahr 1893 wurde auf Grund der großen Zahl von Gemeindemitgliedern eine Vorhalle angebaut.

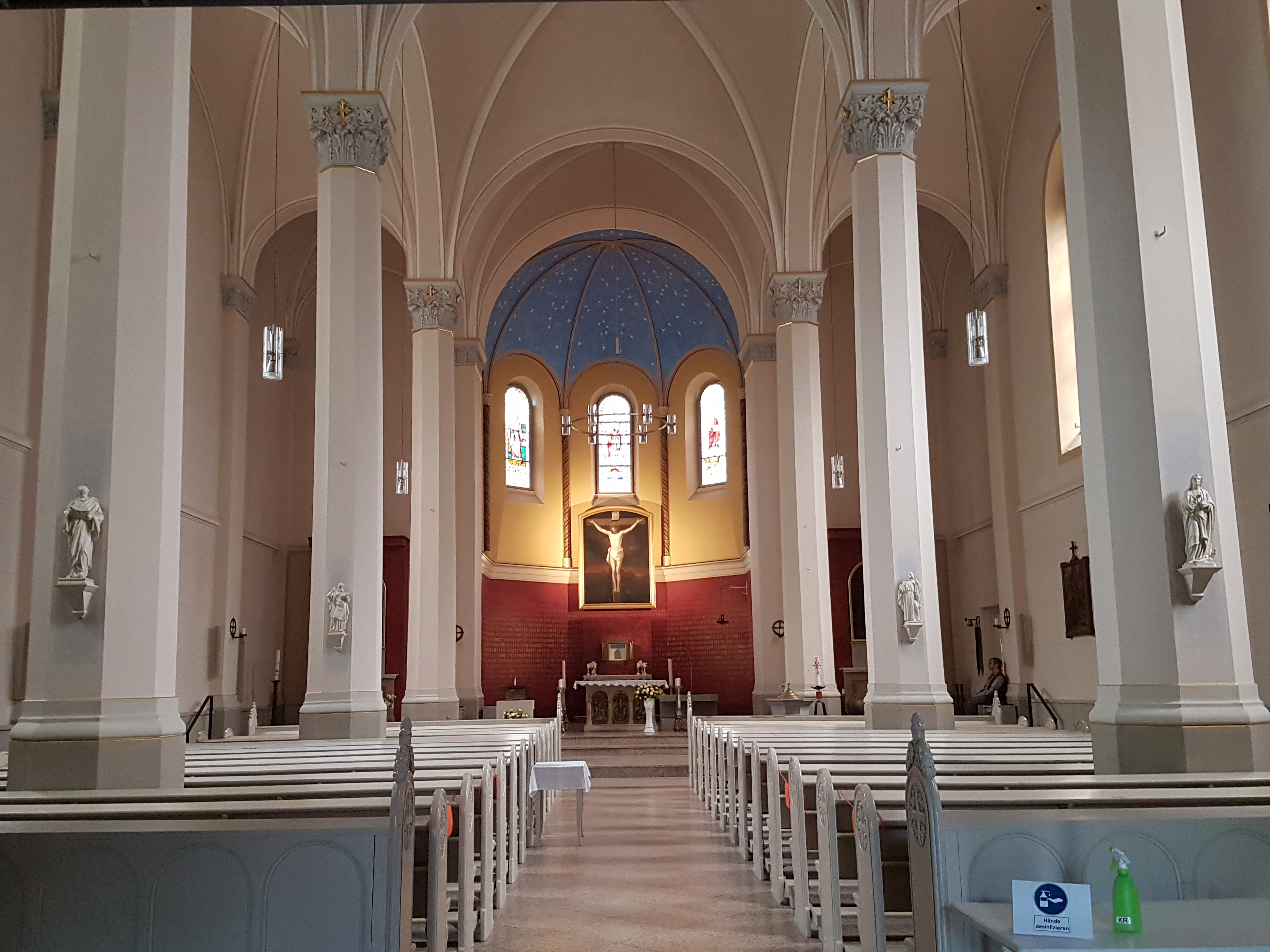
Blick in das Innere

Die Kirche ist vom Boden bis zur Kirchturmspitze 37 Meter hoch. Im Innern ist die Kirche mit der Vorhalle 28 Meter lang und 15 Meter breit.
Eine Besonderheit der Kirche ist, dass sie nicht wie üblich geostet ist. So befindet sich der Kirchturm im Norden anstatt wie üblich im Westen und der Chor im Süden anstatt im Osten. Südlich der Kirche befindet sich das Pfarrhaus der römisch-katholischen Gemeinde Heilig Kreuz. Zwischen 1992 und 1995 wurde die Kirche von Grund auf saniert. Im Mai 1995 wurde die Altarweihe vollzogen und die Kirche konnte erneut in den gottesdienstlichen Gebrauch genommen werden.
Am 3. Februar 2001 erfolgte die Weihe der Marienkapelle. Bei ihr handelt es sich um eine Nachbildung der Schwarzen Madonna von Częstochowa. Sie war ein Geschenk der polnischen Katholiken, die im Pfarrgebiet Heilig Kreuz leben.
Im Jahr 2018 erfolgte eine Sanierung des Innenraums und eine Neugestaltung des Altarraums durch den Architekten Thomas Woskowski und den Künstler Helge Warme. Dabei wurden auch die Seitenaltäre in moderner Form wiederhergestellt. Der Sockel des Altarraums wurde mit einem Bibelwort in binärer Form gestaltet.

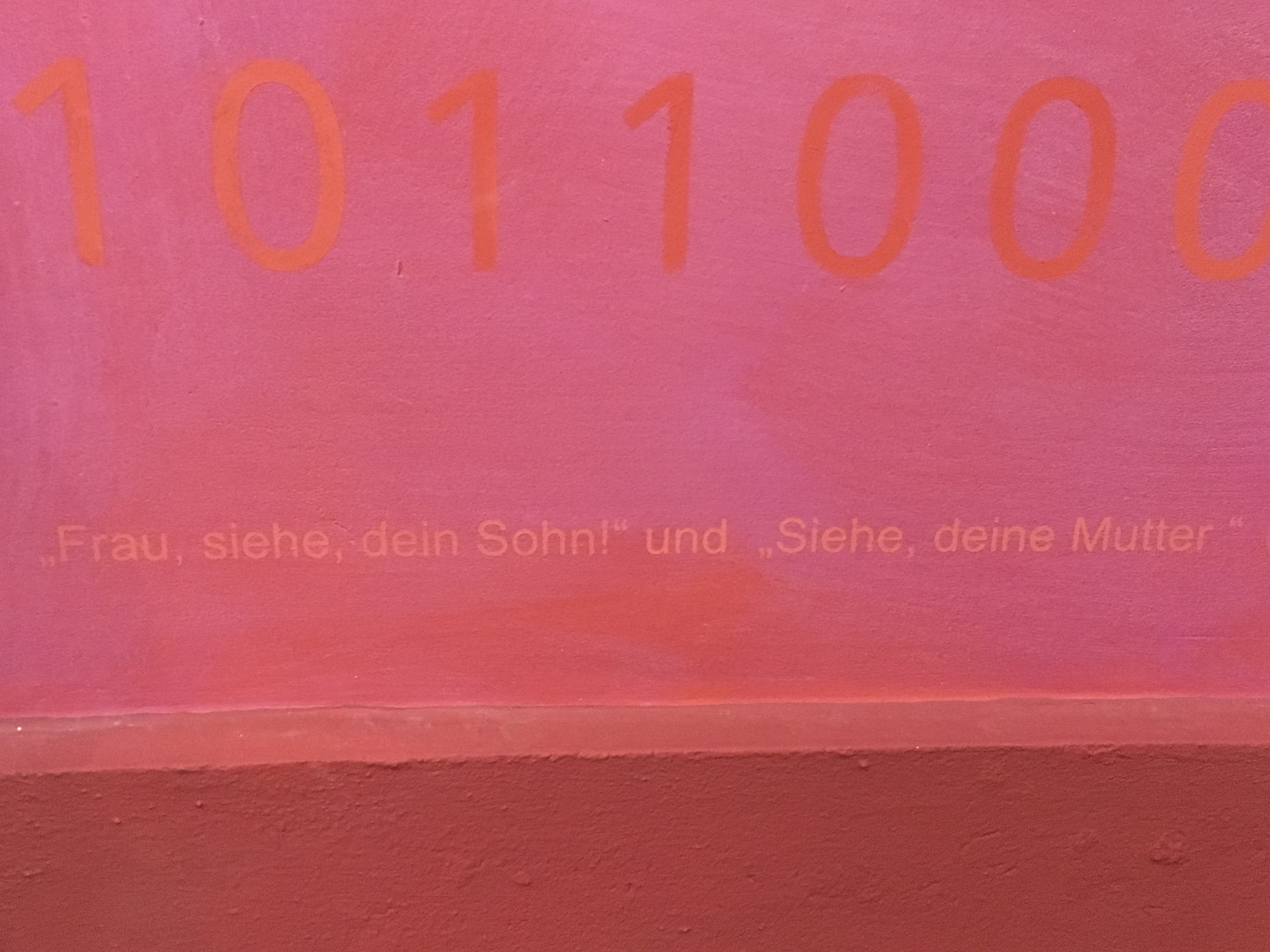
Detail des neugestalteten Sockels

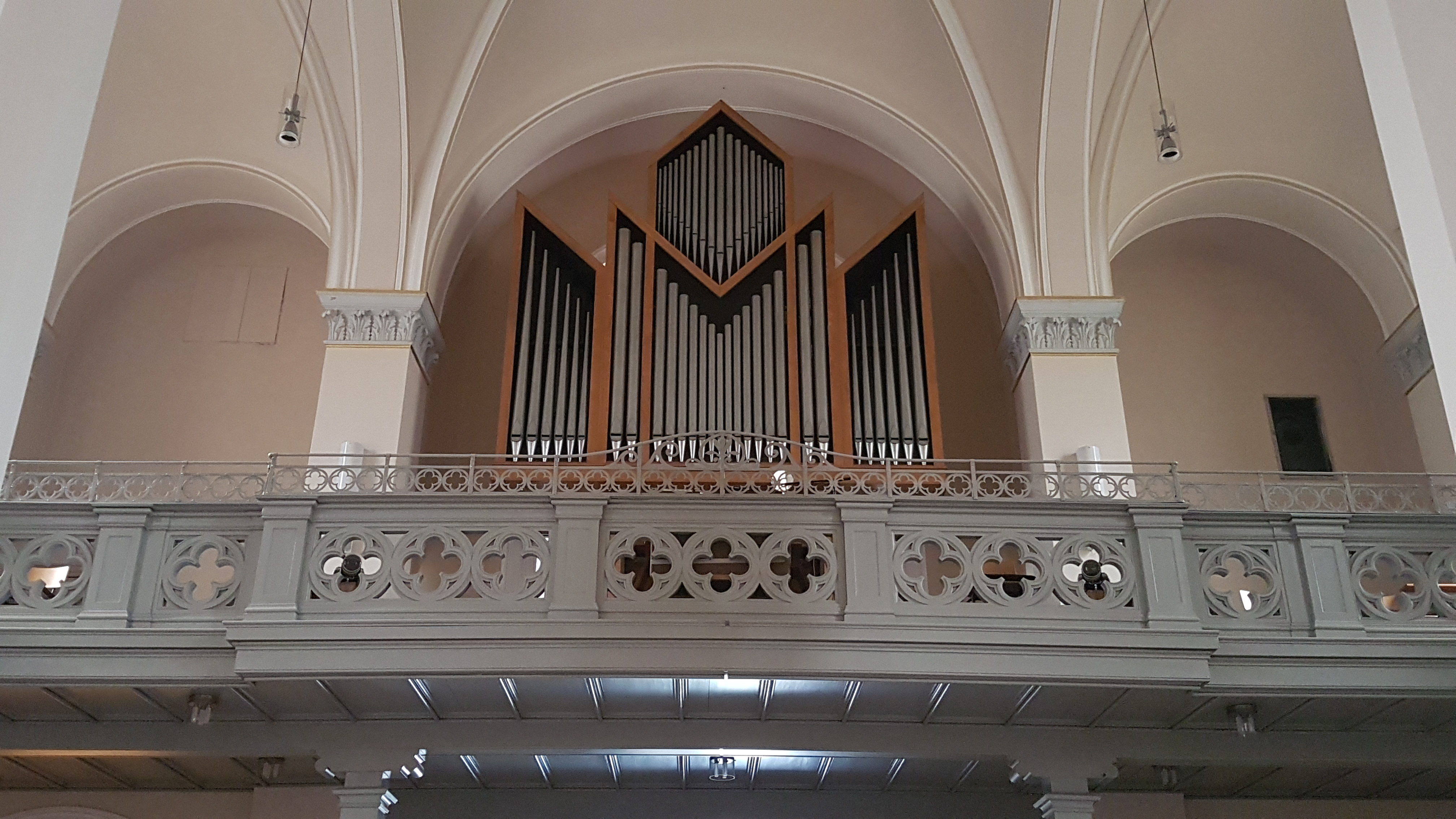
Nordempore mit Orgel
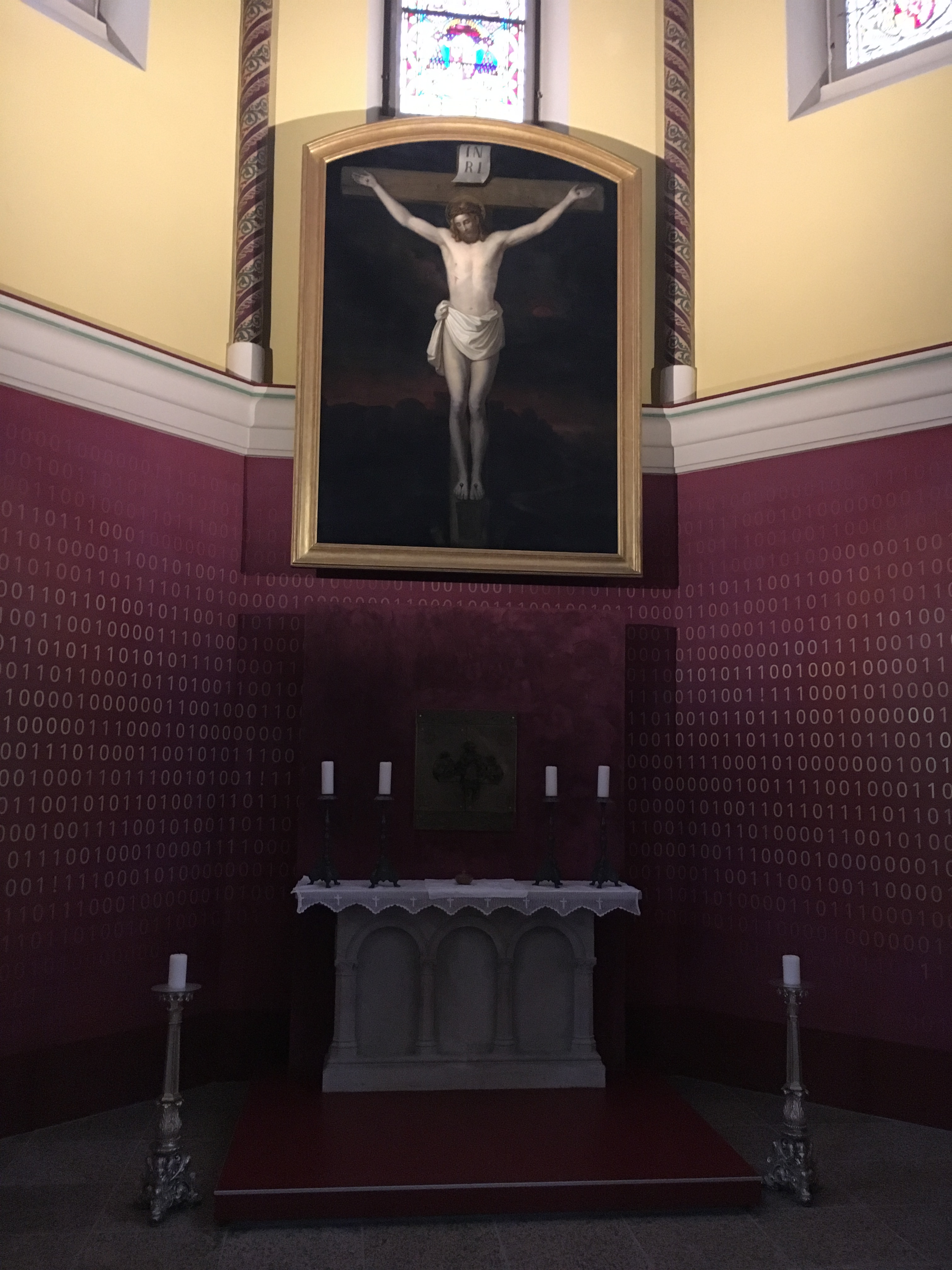
Hochaltar
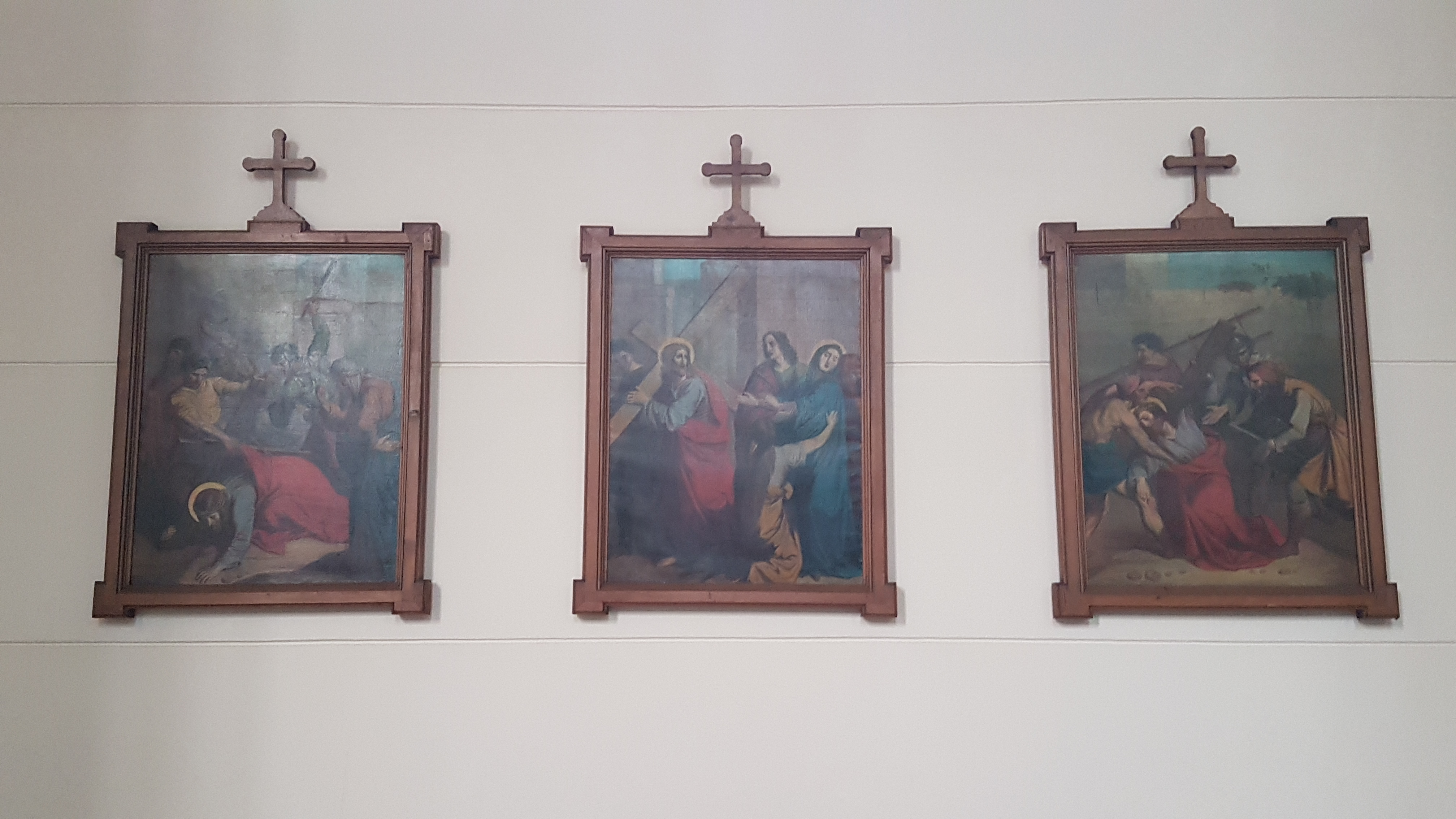
Kreuzwegbilder